# ORF III
ORF III (aussi nommée ORF 3) est une chaîne de télévision autrichienne à vocation culturelle et d'informations. Elle appartient à la société de télévision nationale autrichienne ORF (Österreichischer Rundfunk) et a commencé sa diffusion le 26 octobre 2011 à 14 h, en remplacement de la chaîne TW1 qui a arrêté sa diffusion le même jour.
ORF III utilise les fréquences de TW1 sur le satellite et le cable. ORF III est aussi diffusée sur le réseau numérique terrestre de télévision en Autriche. ORF III n'est pas encore disponible via Internet.

## Histoire de la chaîne
ORF III a commencé sa diffusion depuis le 26 octobre 2011, en remplacement de la chaîne TW1.

## Annexe